# Helictotrichon desertorum
Helictotrichon desertorum är en gräsart som först beskrevs av Christian Friedrich Lessing, och fick sitt nu gällande namn av Pilg.. Helictotrichon desertorum ingår i släktet Helictotrichon och familjen gräs. Inga underarter finns listade i Catalogue of Life.

## Bildgalleri

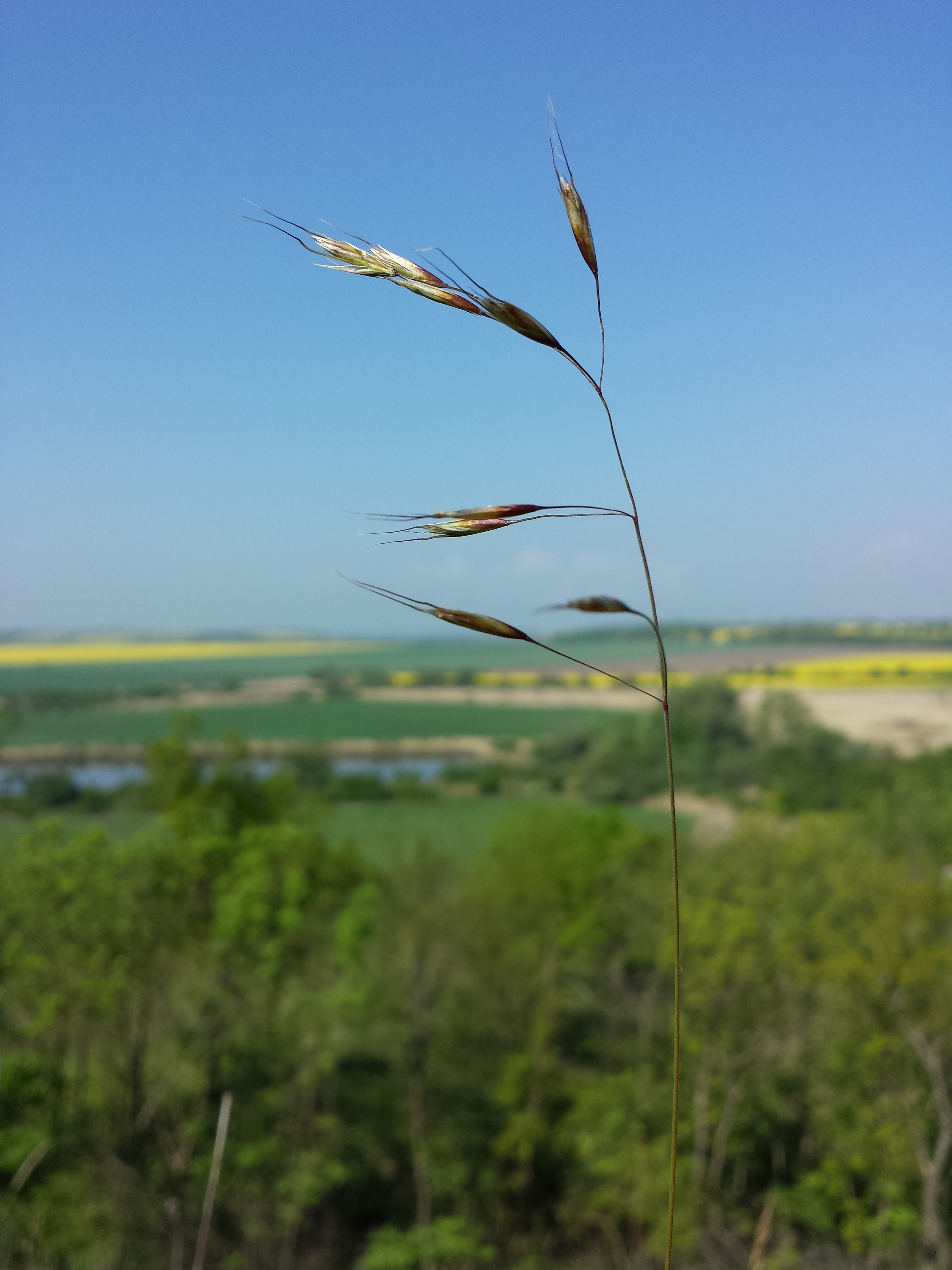
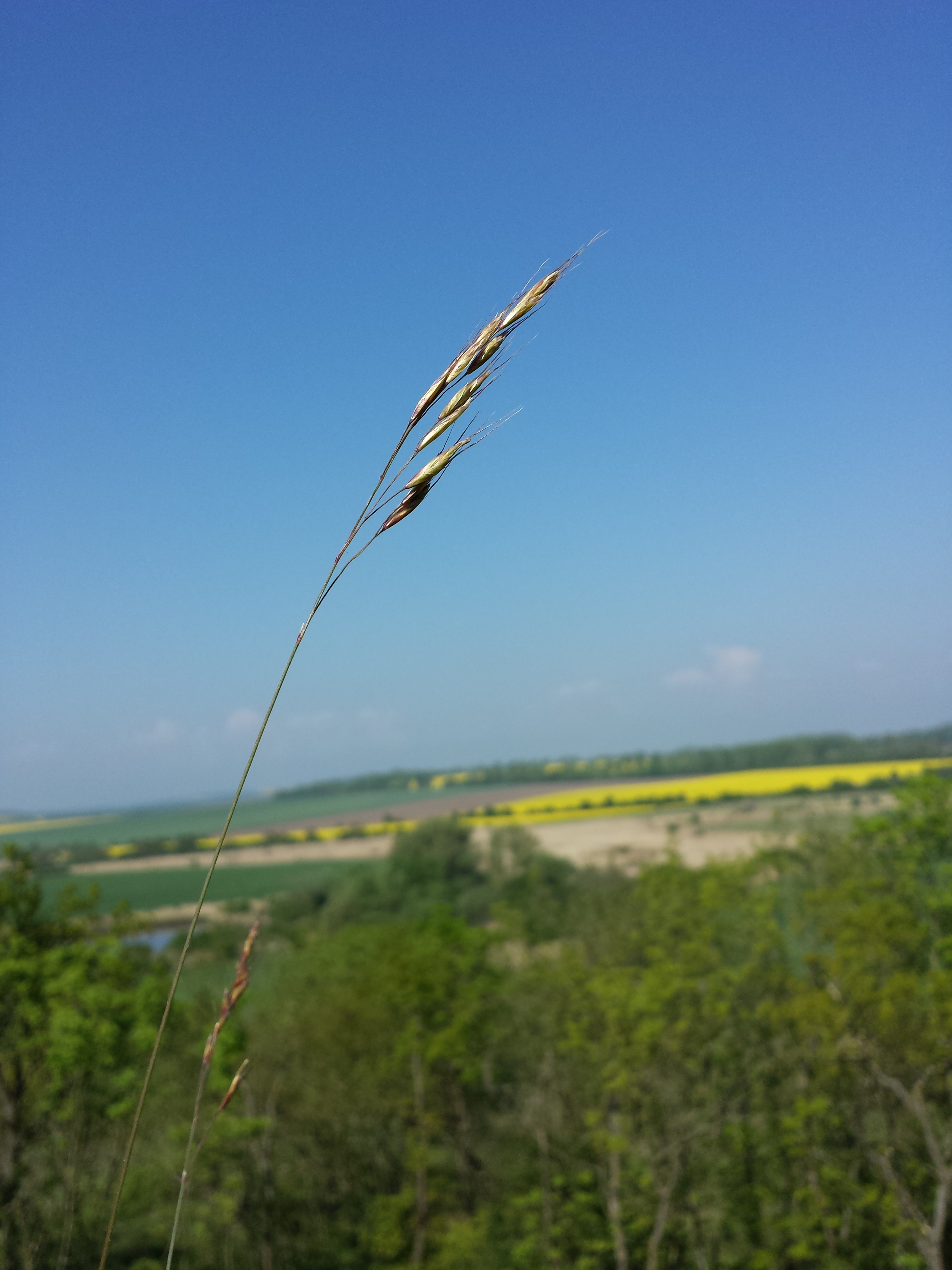
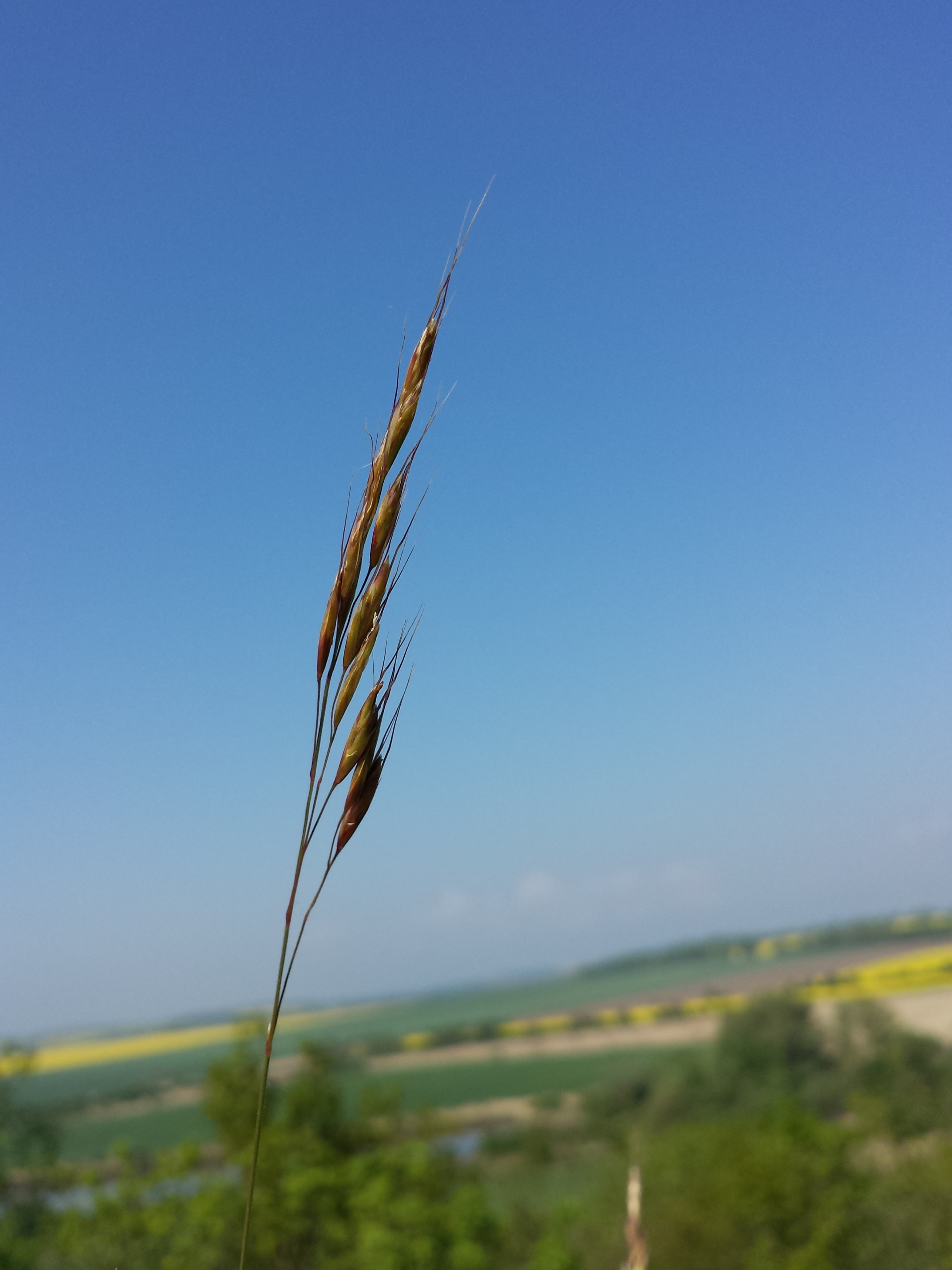
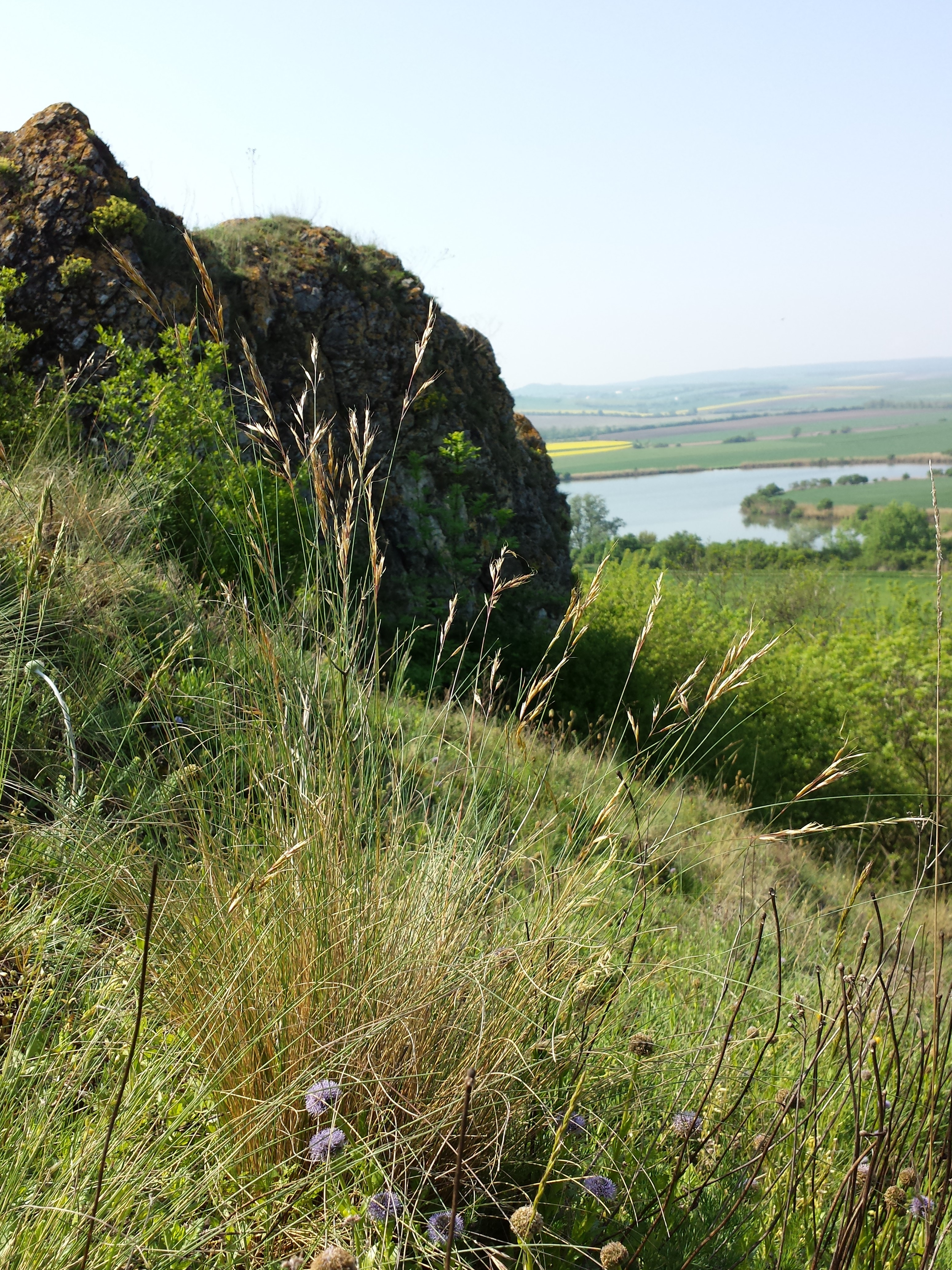
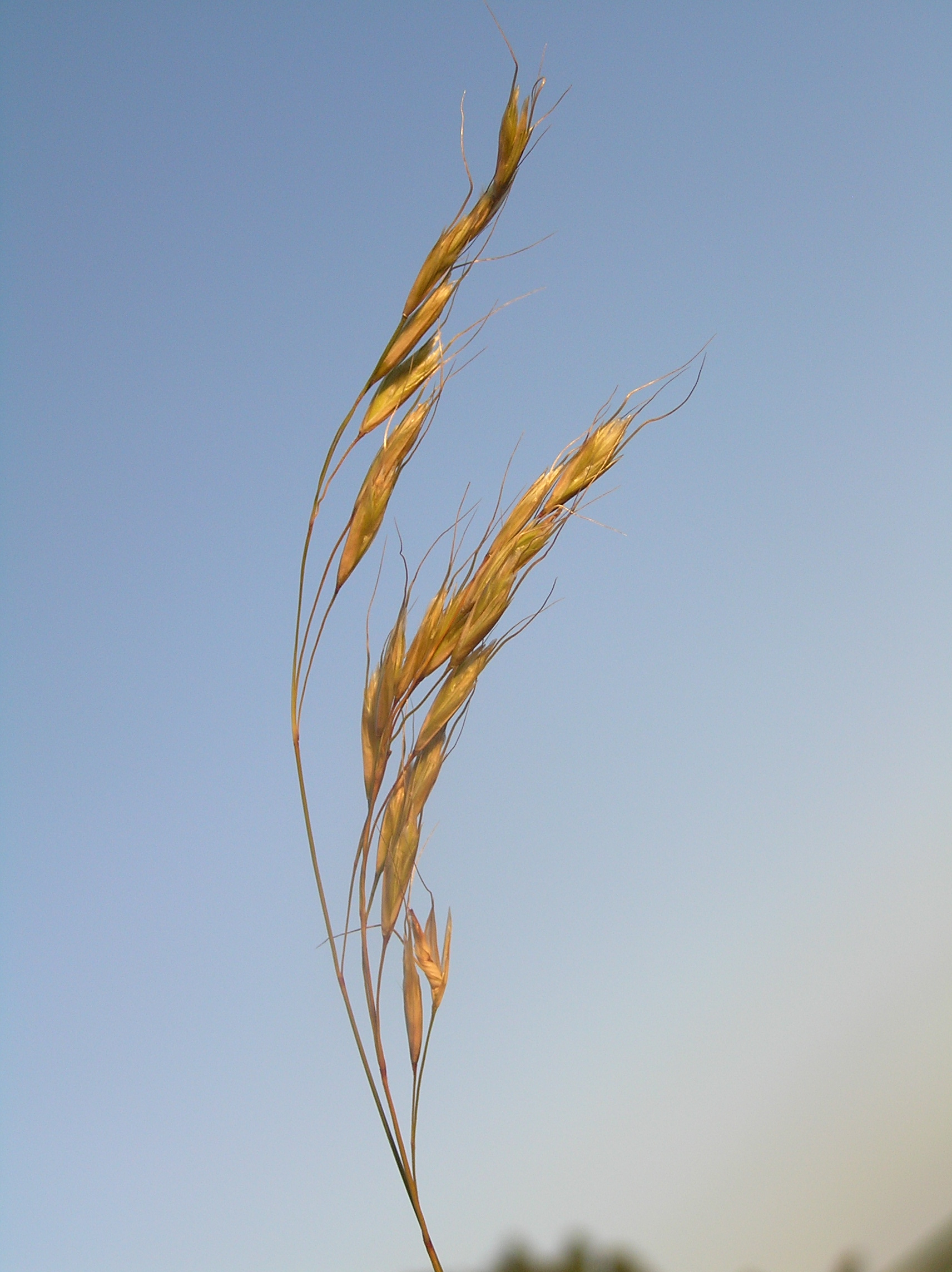
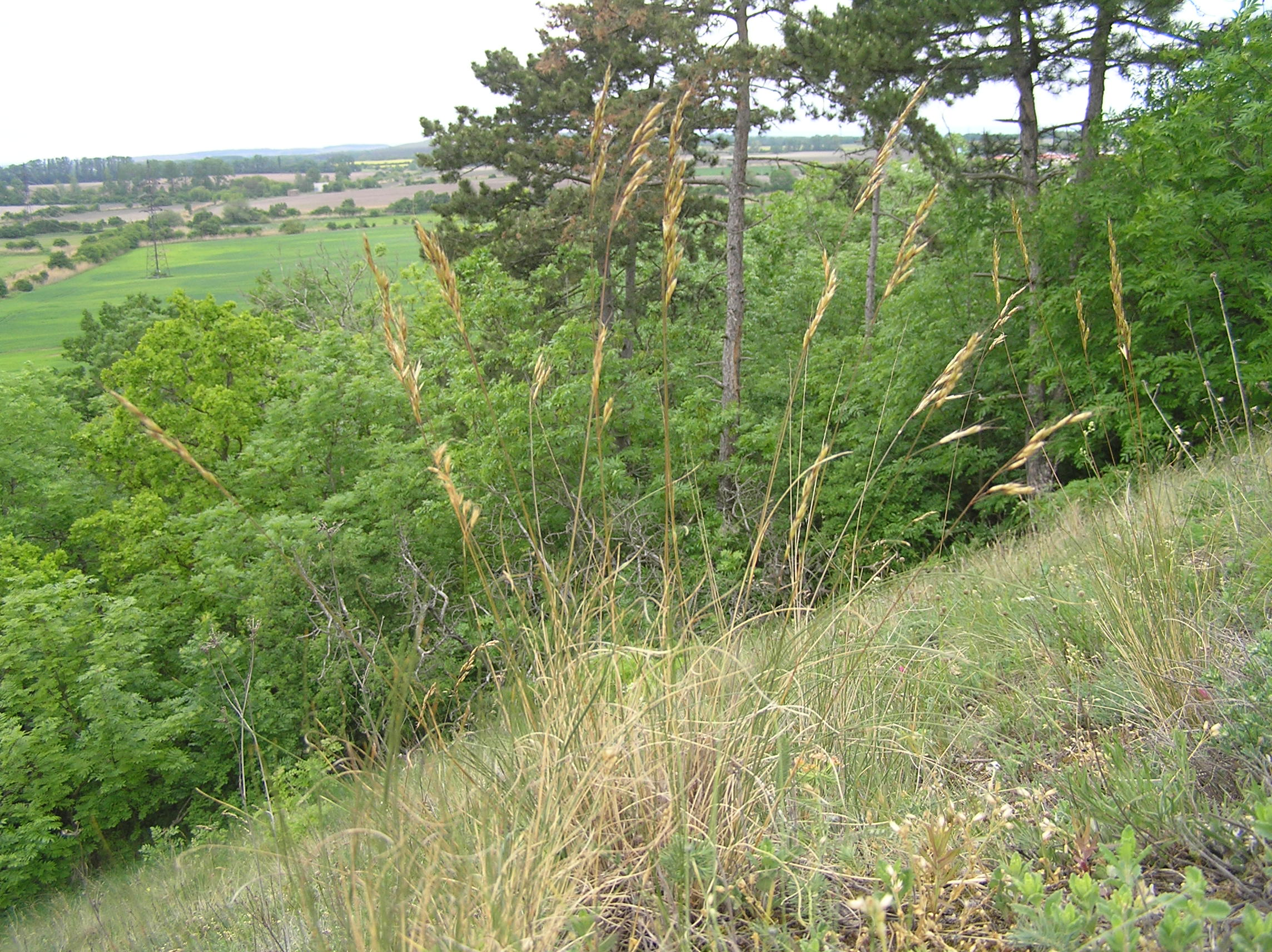